# Ingress (gra)
Ingress – gra z gatunku MMO w systemie rzeczywistości rozszerzonej. Producentem gry jest startup Google – Niantic Labs. Akcja gry toczy się w świecie rzeczywistym z wykorzystaniem podkładów OpenStreetMap, w którym umieszczone są tzw. portale i innego rodzaju wirtualne obiekty, z którymi gracz może wchodzić w interakcje posługując się dowolnym  urządzeniem mobilnym z systemem Android lub iOS, zaopatrzonym w odbiornik GPS i bezprzewodowy dostęp do internetu. Gra posiada rozbudowaną fabułę stopniowo rozwijaną przez wydawcę, częściowo też zależną od działań graczy.
Gra w wersji zamkniętej beta została udostępniona 15 listopada 2012. Początkowo testowali ją wyłącznie pracownicy firmy Google, po czym była ona rozpowszechniana, wciąż w wersji beta, w trybie zapraszania znajomych przez dotychczasowych graczy. Według dziennikarza Alexa Dalenberga, w maju 2013 r. było ok. 500 000 aktywnych graczy na całym świecie. 14 grudnia 2013 gra oficjalnie wyszła z fazy beta i jest dostępna bezpłatnie w Google Play. Do listopada 2018 gra została pobrana ponad 20 milionów razy, wtedy też udostępniono nową wersję gry pod nazwą Ingress Prime.

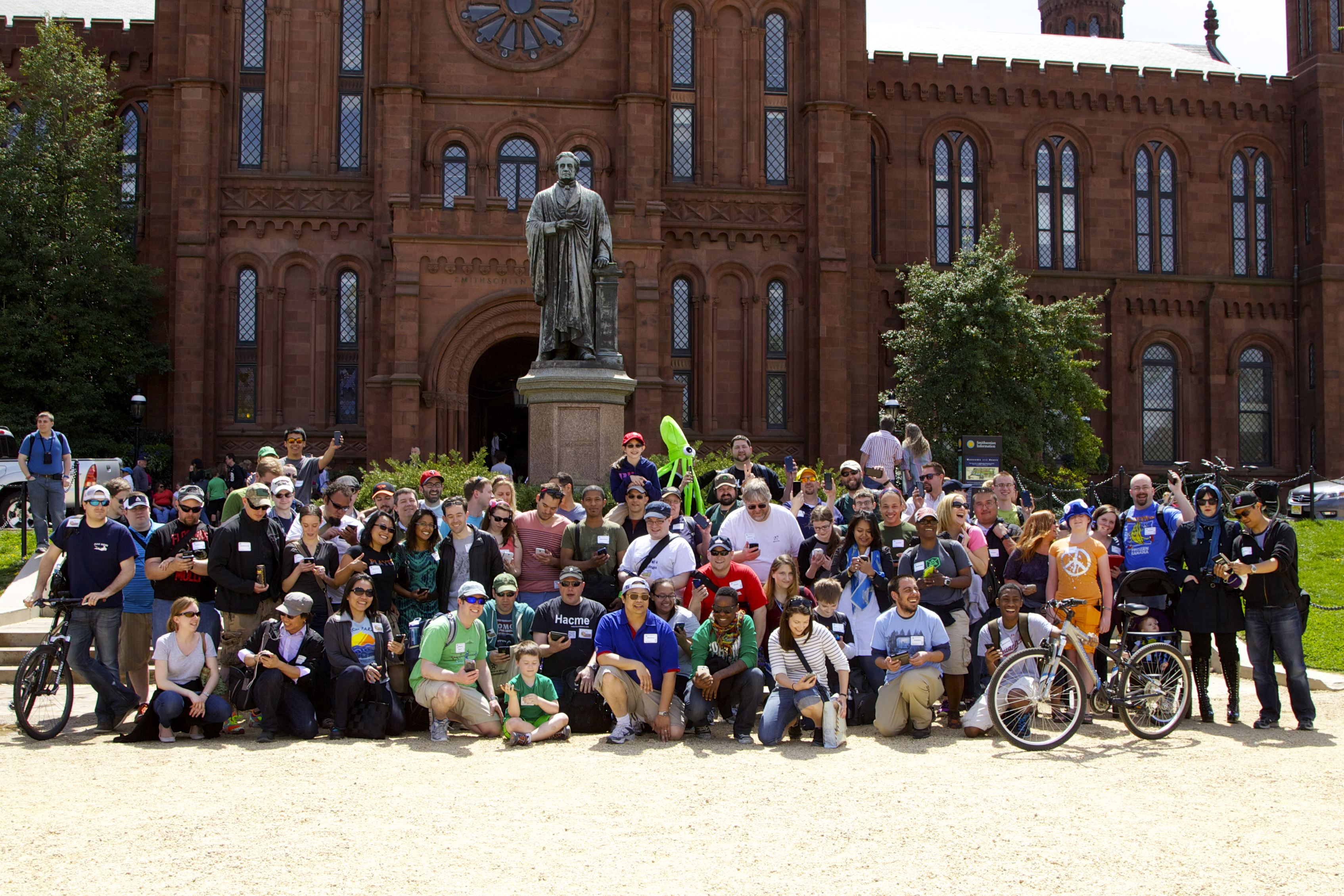
Zlot graczy obu frakcji, Waszyngton 2013

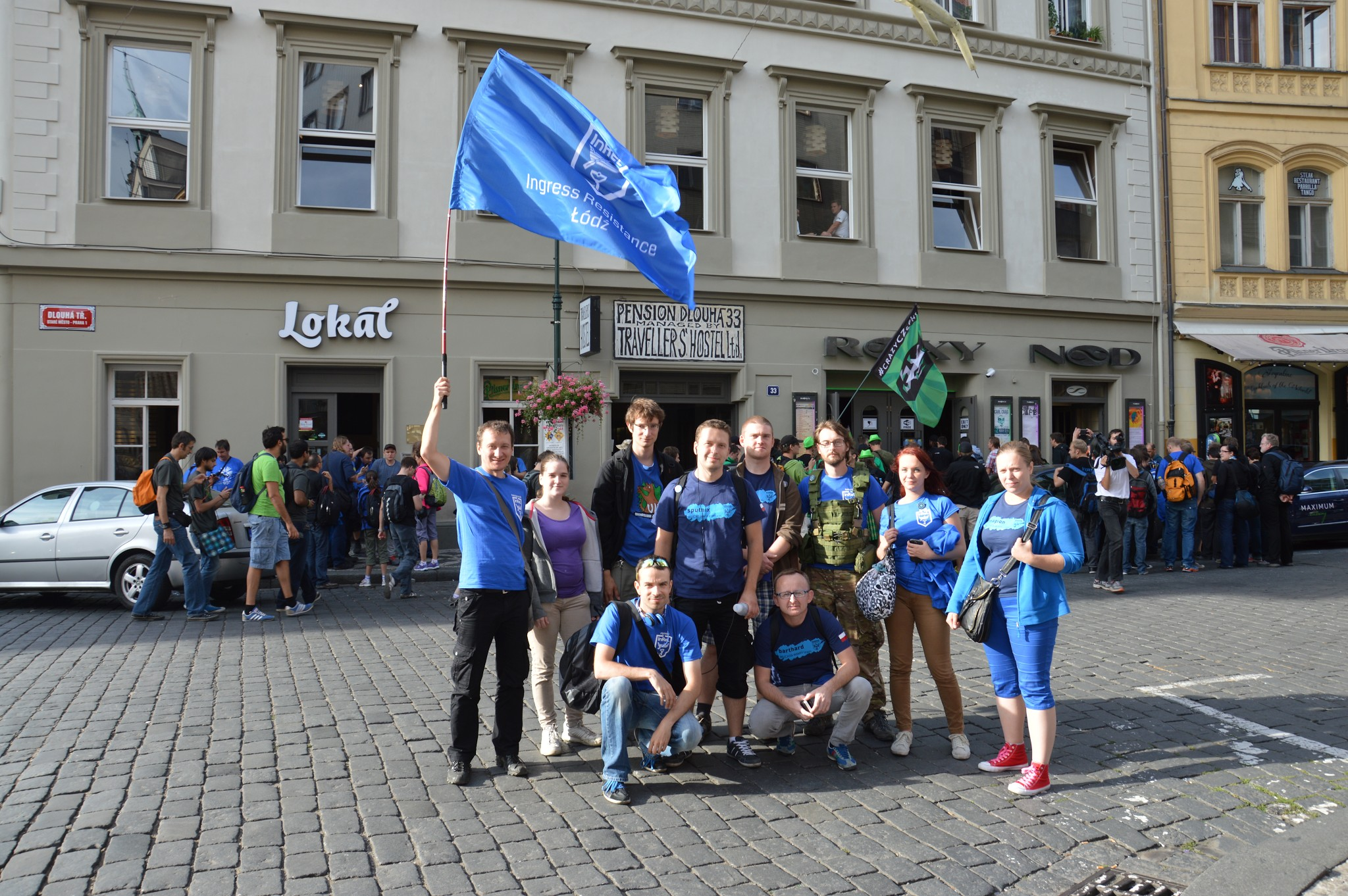
Agenci Resistance w Pradze po anomalii Helios

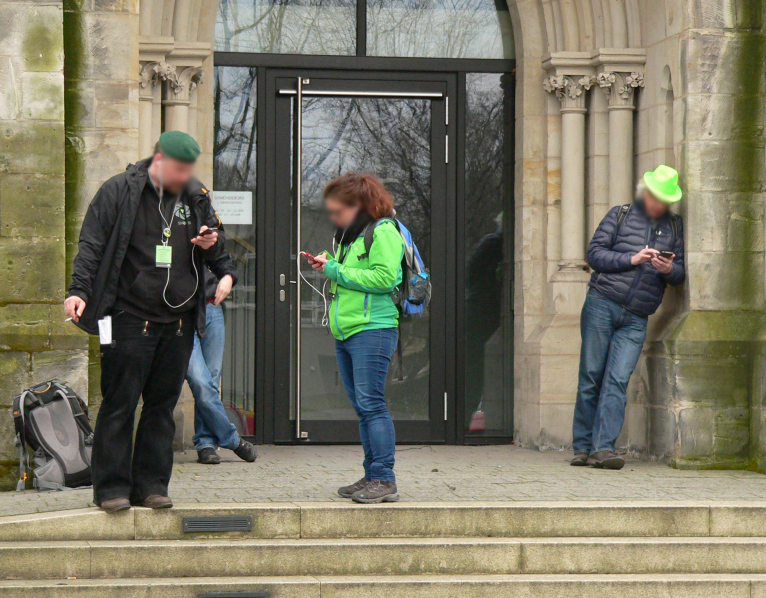
Gracze Enlightened w trakcie anomalii Shōnin w Hanowerze

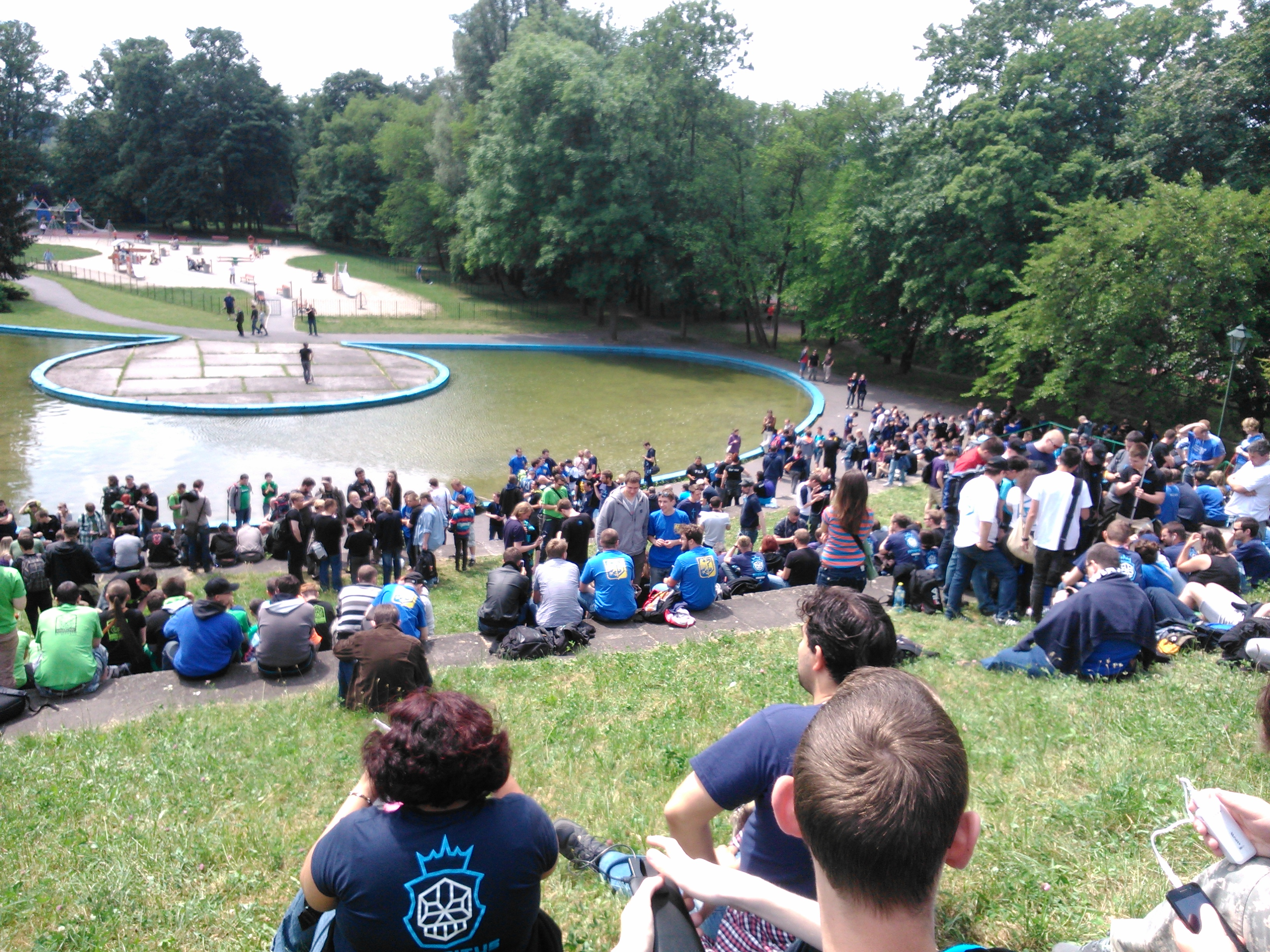
Gracze czekający na rozpoczęcie anomalii w Krakowie

## Fabuła
Fabuła gry opiera się na wielowątkowej historii science fiction, którą Niantic przedstawia w odcinkach. Jej początkiem jest odkrycie w CERN nieznanej materii/energii zwanej XM (Exotic Matter), związanej z The Shapers, nieznaną siłą, bądź obcą rasą. Oświeceni są przekonani, że The Shapers chcą pomóc ludzkości. Innego zdania jest Ruch Oporu, który przejawia podejrzliwość co do ich działań i próbuje uchronić ludzkość przed przejęciem przez obcych.

## Rozgrywka
Uczestnictwo w grze wymaga zainstalowania na urządzeniu mobilnym specjalnej aplikacji zwanej skanerem, którą można pobrać bezpłatnie z Google Play lub App Store oraz akceptacji regulaminu gry.
Gra polega na rywalizacji dwóch frakcji: Ruchu Oporu (ang. Resistance) – reprezentowanej w grze przez kolor niebieski i Oświeconych (ang. Enlightened) – kolor zielony. Scenariuszowym celem gry jest opanowanie jak największego obszaru za pomocą łączenia w trójkąty tzw. portali. Ingress rozgrywa się na rzeczywistej mapie świata (dokładnie Google Maps), na której gracze mogą zgłaszać tzw. portale, tj. według scenariusza miejsca szczególnej koncentracji energii XM. Portale muszą znajdować się przy interesujących obiektach realnych takich jak publicznie dostępne dzieła sztuki, zabytki, parki, budynki użyteczności publicznej czy miejsca kultu religijnego. Zgłoszenie portalu wymaga własnoręcznego wykonania geotagowanego zdjęcia oraz opisu obiektu i wysyłanie zgłoszenia z miejsca, w którym się on znajduje, za pomocą skanera. Portale można ponownie zgłaszać od 25 września 2017. Wymagany jest co najmniej 10 poziom w grze.
Podstawowym zadaniem gracza jest przejmowanie istniejących portali i łączenie ich w trójkąty zwane polami (ang. Control fields). Portale dla pełnej funkcjonalności wymagają zaopatrzenia ich przez graczy w 8 tzw. rezonatorów. Portale można hakować to jest wchodzić z nimi w prostą interakcję, w wyniku której  przekazuje on graczowi od jednego do kilkunastu przedmiotów  (ang. items) dających bądź to możliwość obrony, bądź ataku na portal, których katalog jest systematycznie poszerzany przez twórców gry.
Przejęcie portalu polega na zniszczeniu rezonatorów wstawionych przez graczy z frakcji przeciwnej i umieszczeniu w ich miejsce własnych, lub gdy portal jest niczyj, tylko umieszczeniu własnych rezonatorów. Portale można łączyć ze sobą za pomocą tzw. linków, co wymaga posiadania klucza do portalu docelowego. Trzy połączone ze sobą portale w trójkąt tworzą pole, które na mapie jest przedstawiane w formie zabarwienia mapy kolorem odpowiadającym określonej frakcji.
Za wszelkie akcje zakończone sukcesem gracz zdobywa punkty dostępu (AP, ang. Access Points), oraz tzw. medale, które łącznie warunkują osiąganie coraz wyższych stopni wtajemniczenia z czym wiążą się też większe możliwości w grze. Do wersji 1.50.0 skanera istniało 8 poziomów graczy, zaś wraz z tą wersją wprowadzono poziomy od 9 do 16. Gracz do poziomu 8, aby awansować na kolejny poziom, musi zebrać wyłącznie odpowiednią liczbę punktów doświadczenia, zaś aby zdobyć poziomy 9-16, musi dodatkowo zebrać odpowiednią liczbę Odznak (ang. Badges).
Podobną skalę zaawansowania (od 1 do 8) posiadają niektóre przedmioty (rezonatory i bronie). Gracz może się posługiwać przedmiotem o określonym poziomie zaawansowania jeśli sam posiada odpowiedni poziom. Z rezonatorami wiąże się poziom portali, który jest obliczany jako średnia arytmetyczna zaokrąglona w dół stopnia zaawansowania poszczególnych rezonatorów. Im wyższy poziom portalu tym jest on trudniejszy do zdobycia oraz nagradza gracza przedmiotami o odpowiednio wyższym poziomie. Gracz z poziomem 8 i wyższym nie może jednak samodzielnie doprowadzić portalu do poziomu 8, ze względu na ograniczenia w liczbie rezonatorów jakie można umieszczać w portalach. Aby utworzyć portal o poziomie 8 konieczne jest odwiedzenie go przez ośmiu graczy z poziomem 8 lub wyższym.
Stworzone pola pokrywają obszar i znajdujących się w tym obszarze ludzi, tym samym „chroniąc” ich umysły. Liczba jednostek umysłów czyli Mind Units jest zależna od średniej gęstości zaludnienia obszaru znajdującego się pod polem. Za tworzenie pól zdobywa się dla siebie i swojej frakcji punkty MU (ang. Mind Units), na podstawie których tworzony jest ranking frakcji prezentowany globalnie i od wersji skanera 1.43.1. ranking graczy w rozbiciu na regionalne obszary o kształtach zbliżonych do prostokąta, utworzone na bazie tradycyjnej siatki geograficznej.
Gra nie ma określonego zakończenia, choć od momentu wprowadzenia regionalnych rankingów została podzielona na 150-godzinne przedziały czasowe, po których następują archiwizowane podsumowania wyników. Postęp gry można obserwować za pomocą skanera, jak i mapy dostępnej przez WWW „Ingress Intel Map”, która służy też do planowania tworzenia pól.
Od wersji 1.61.2 w grze pojawiły się tak zwane Misje. Gracz podczas misji, ma wykonać odpowiednie zadania. Przykładowo ma zhakować portal, utworzyć link bądź wpisać odpowiednie hasło (według wskazówek). Gracz może wykonywać tylko jedną misję w danym momencie. Po wykonaniu wszystkich zadań, w statystykach pojawia się odznaka wykonania konkretnej misji. Początkowo w Polsce misje były w zaledwie kilku miastach (utworzone przez graczy wytypowanych przez Niantic), obecnie gracze mogą samodzielnie tworzyć nowe misje, które zostają dodane do gry po weryfikacji przez pracowników Niantic. Liczba misji możliwych do utworzenia przez jednego gracza została w pewnym momencie ograniczona do 150.
Od wersji 1.76.0 gra jest dostępna (opisy tekstowe) w języku polskim, jak i również w językach: francuskim, niemieckim, portugalskim, rosyjskim i włoskim. W kolejnych wydaniach aplikacji były dodawane nowe wersje językowe. W grze występuje również ścieżka dźwiękowa w języku angielskim oraz japońskim.

### Poziomy
Do 8 maja 2014 gracze mogli awansować na 8 poziomów. Tego dnia ich liczbę powiększono do 16. Osiągnięcie poziomów od 9 do 16 wymaga nie tylko określonej liczby punktów AP, ale również kombinacji różnych rang medali w profilu agenta.  Wraz ze wzrostem poziomu zwiększają się rezerwy energii XM i maksymalna odległość zdalnego ładowania portali.
Aby zdobyć kolejne poziomy trzeba spełnić następujące warunki:
| Poziom | AP         | Medale                  | Nowa rezerwa energii XM | Nowa maksymalna odległość zdalnego ładowania portali |
| ------ | ---------- | ----------------------- | ----------------------- | ---------------------------------------------------- |
| L1     | 0          | -                       | 3 000                   | 250 km                                               |
| L2     | 2 500      | -                       | 4 000                   | 500 km                                               |
| L3     | 20 000     | -                       | 5 000                   | 750 km                                               |
| L4     | 70 000     | -                       | 6 000                   | 1 000 km                                             |
| L5     | 150 000    | -                       | 7 000                   | 1 250 km                                             |
| L6     | 300 000    | -                       | 8 000                   | 1 500 km                                             |
| L7     | 600 000    | -                       | 9 000                   | 1 750 km                                             |
| L8     | 1 200 000  | -                       | 10 000                  | 2 000 km                                             |
| L9     | 2 400 000  | 1 złoty + 4 srebrne     | 11 500                  | 2 250 km                                             |
| L10    | 4 000 000  | 2 złote + 5 srebrnych   | 13 000                  | 2 500 km                                             |
| L11    | 6 000 000  | 4 złote + 6 srebrnych   | 14 500                  | 2 750 km                                             |
| L12    | 8 400 000  | 6 złotych + 7 srebrnych | 16 000                  | 3 000 km                                             |
| L13    | 12 000 000 | 1 platynowy + 7 złotych | 17 500                  | 3 250 km                                             |
| L14    | 17 000 000 | 2 platynowe             | 19 000                  | 3 500 km                                             |
| L15    | 24 000 000 | 3 platynowe             | 20 500                  | 3 750 km                                             |
| L16    | 40 000 000 | 2 czarne + 4 platynowe  | 22 000                  | 4 000 km                                             |

## Anomalie
Okresowo występujące anomalie są zjawiskiem czasowego nagromadzenia dużej ilości energii XM (Exotic Matter) na niewielkim obszarze. Są doskonałym momentem na zdobywanie punktów MU (Mind Units) i osiągnięciem przewagi jednej frakcji nad drugą.
Występowanie anomalii powiązane jest z organizowaniem różnych imprez w miastach na obszarze całego świata.
Pierwsza oficjalna anomalia odbywała się w terminie od 15 lutego 2014 do 29 marca 2014 roku. Nosiła nazwę „Recursion”.
Druga anomalia występowała w kwietniu, maju i czerwcu 2014 roku. Podczas jej przebiegu przyznawane były specjalne odznaczenia. Wystąpiła pod nazwą „Interitus”. 21 czerwca gracze spotkali się w Krakowie.
Trzecia anomalia nazwana „Helios” miała miejsce w okresie lipca, sierpnia i września 2014 roku.
Czwarta anomalia określona jako „Darsana” rozpoczęła się w dniu 18 października 2014 i zakończyła się 13 grudnia 2014 roku.
Piąta anomalia nosiła nazwę „Shōnin” i trwała od 21 lutego 2015 do 28 marca 2015 roku.
Szósta anomalia rozpoczęła się w dniu 30 maja 2015, nazwana została „Persepolis”. Jej akcja odbyła się również w Polsce, w dniu 20 czerwca 2015 w Poznaniu. 
Siódma anomalia „Abaddon” od 10.10.2015 do 12.12.2015. Dnia 12.12.2015 odbyła się też w Polsce, w Gdańsku.
Ósma anomalia o nazwie „Obsidian” była w lutym i kwietniu 2016. Była to też pierwsza anomalia hybrydowa (połączenie klastrów i Shardów).
Dziewiąta anomalia - „Aegis Nova” odbyła się w maju i czerwcu 2016,
Dziesiąta anomalia odbyła się w Polsce we Wrocławiu i nosiła nazwę „Via Lux”. Miała miejsce w sierpniu i wrześniu 2016.
Jedenasta anomalia "Via Noir" odbyła się w listopadzie 2016.
Dwunasta anomalia o nazwie "13MAGNUS REAWAKENS" odbyła się w sierpniu i wrześniu 2017. Szczecinowi została przyznana anomalia satelite.
Trzynasta anomalia "EXO5" odbyła się w listopadzie i grudniu 2017.
Czternasta anomalia i jednocześnie pierwsza z nowego uniwersum fabularnego "Cassandra Prime" odbyła się w lipcu i sierpniu 2018. Główna anomalia pierwszej serii w Europie odbyła się w Warszawie 28 lipca.
Piętnasta anomalia „Recrusion Prime” odbyła się w październiku i listopadzie 2018.
Szesnasta anomalia „Darsana Prime” odbyła się w marcu i kwietniu 2019.
Siedemnasta anomalia „Abaddon Prime” odbyła się w maju 2019.
Osiemnasta anomalia „Nemesis: Myriad” odbyła się w lipcu 2019.

## Kulturowe i społeczne aspekty gry
Michael Andersen z serwisu „Wired” docenił mechanikę gry, która skłania graczy do formowania zespołów wspólnie podejmujących różnego rodzaju działania, od stałego kontrolowania określonych obszarów po tworzenie bardzo dużych, transgranicznych pól. Na terenach gdzie funkcjonują zorganizowane zespoły graczy, pojedynczy gracz nie może sam wiele zdziałać. Na gęsto zaludnionych obszarach rywalizujące ze sobą grupy toczą nieustające wojny o wpływy.
Niantic Labs wspiera społecznościowy aspekt gry poprzez organizację oficjalnych spotkań graczy, najczęściej wokół wydarzeń nazywanych „anomaliami”. W trakcie tych wydarzeń pojawiają się aktorzy wcielający się w role, którzy ujawniają kolejne elementy oficjalnej fabuły gry. Spotkania są relacjonowane w formie raportów filmowych publikowanych w serwisie YouTube oraz są dystrybuowane wśród graczy jako jeden z przedmiotów wyrzucanych przez portale w trakcie ich hakowania. W role postaci wcielają się zazwyczaj zawodowi aktorzy:
- Ione Butler jako Susanna Moyer (główna narratorka wydarzeń)[30]
- Katy Townsend jako Klue[31]
- Joe Chacon jako "The Enforcer[30]
- Karen Strassman jako dr Devra Bogdanovich[potrzebny przypis]
- Laura Bailey jako ADA (A Detection Algorithm – sztuczna inteligencja)[potrzebny przypis]
- Misty Lee jako Misty Hannah[potrzebny przypis]
- J.B. Blanc jako Roland Jarvis[potrzebny przypis]
- Christopher Corey Smith jako Henry "Hank" Johnson[potrzebny przypis]
- Yuri Lowenthal jako dr Oliver Lynton-Wolfe[potrzebny przypis]

Niantic Labs zachęcał też do tworzenia grup w serwisie społecznościowym google+, które można zgłaszać w na stronie „Communities Directory”.
Gra spotkała się jednak z krytyką za jej silnie uzależniający charakter i naruszanie prawa do prywatności poprzez gromadzenie danych o użytkownikach i ich otoczeniu.

## Podobieństwo doShadow Cities
Podstawowa koncepcja Ingress przypomina wcześniejszą grę o nazwie Shadow Cities. Obie gry mają dwie frakcje walczące ze sobą przy pomocy urządzeń mobilnych o kształt przyszłości świata. Obie gry mają też podobną mechanikę gry i wygląd interfejsu użytkownika. W Shadow Cities gracze poruszali się jednak w wirtualnym świecie, który był dynamicznie tworzony w wyniku akcji samych graczy. Świat ten składał się z portali i sieci "kanałów teleportacji" między nimi, umożliwiających wirtualne wędrowanie po nawiązaniu kontaktu z jednym z portali. W Ingress wszystkie portale są zlokalizowane w realnym świecie i kontakt z nimi jest możliwy dopiero po fizycznym znalezieniu się gracza w jego pobliżu. Ponadto, w Shadow Cities nie tworzyło się pól, a jedynie kanały teleportacji.